# Akademische Freiheit
Die akademische Freiheit oder Wissenschaftsfreiheit ist ein Begriff, der eine Reihe von Freiheiten und die dazugehörige Verantwortung für die Hochschulen, ihre Lehrer, die Hochschulverwaltung und die Studenten umfasst. Der Begriff geht auf die Platonische Akademie der Antike zurück.

## Bedeutungsgeschichte

### Mittelalter
Die libertas scholastica im 12. bis 15. Jahrhundert bedeutete in erster Linie päpstlich bzw. kaiserlich garantierte korporative Sonderrechte der Universitäten.
Während der Reformation wuchs der landesherrliche Einfluss auf die Universitäten, beispielsweise die Leucorea mit ihrer Funktion zur Ausbildung von Staatsbeamten einschließlich eines Treueids der Professoren auf König und Reich.

### 17. Jahrhundert
Die aufgeklärte libertas philosophandi, vertreten etwa von Spinoza oder Pufendorf, forderte insbesondere ein freies Denken unabhängig von kirchlichen Dogmen und einer Vorherrschaft der Theologie sowie einen staatlich gewährleisteten freien Meinungsaustausch unter den Gelehrten. Beispielhaft für dieses etatistische Freiheitsideal war die Neugründung der Reformuniversität Halle 1694.
1737 eröffnete die Universität Göttingen. Die akademische Lehrfreiheit war in den Statuten der Philosophischen Fakultät niedergelegt, wonach sich „alle Professoren einer verantwortungsbewußten Freiheit der Lehre und der Überzeugung erfreuen sollen, sofern sie Abstand halten von Lehren, die die Religion, den Staat und die guten Sitten verletzen. Es soll ihnen freistehen, die Lehrbücher und Schriftsteller auszuwählen, die sie in ihren Vorlesungen erläutern wollen.“
Mit der freien akademischen Lehrpraxis ging in Göttingen eine Öffnung des Studienbetriebs für Studenten aller Konfessionen einher nebst Gründung einer evangelischen und einer katholischen Universitätskirche.

### Einfluss der Aufklärung
Immanuel Kant postulierte 1798 im Streit der Fakultäten für die Philosophische Fakultät eine gegenüber der medizinischen, juristischen und theologischen Fakultät besondere Unabhängigkeit von obrigkeitlichem Einfluss, die in einer Verpflichtung allein auf die Wahrheit und die Vernunft bestehen sollte. Wilhelm von Humboldt verband mit Gründung der Berliner Universität eine rein wissenschaftliche Einrichtung frei von staatlichen Eingriffen, während Hegel die wissenschaftliche Autonomie als durch den Staat gewährleistet begriff.
In der Paulskirchenverfassung von 1848 fand sich erstmals eine Bestimmung über die akademische Lehrfreiheit: Die Wissenschaft und ihre Lehre ist frei.

### Gegenwärtig
Siehe auch Bettina Stark-Watzinger#Versuchter Eingriff in die Wissenschaftsfreiheit („Fördergeldaffäre“)
Aktuell steht die Frage der akademischen Freiheit wieder vermehrt im Blickpunkt. So wurde 2024 bekannt, dass die amtierende Bildungsministerin Bettina Stark-Watzinger hatte prüfen lassen, ob man eine Streichung von Drittmitteln für Professoren erreichen könne, die sich in einer ihr unliebsamen Weise öffentlich geäußert hatten. Da Professoren in der Praxis von Drittmitteln des Staates stark abhängig sind, würde dies zu einer Selbstzensur im Sinne des jeweils amtierenden Ministers führen (Chilling effect) und effektiv die akademische Freiheit beschränken.
Im 2025 erschienene Aktualisierung des Academic Freedom Index um Katrin Kinzelbach fiel Deutschland aus der Spitzengruppe auf Platz 27 weltweit. In absoluten Werten sank die Wissenschaftsfreiheit in Deutschland auf Vor-Wende-Niveau herab.

## Deutschland
Die akademische Freiheit besteht in Deutschland in der Freiheit von Wissenschaft, Forschung und Lehre im Sinne des Art. 5 Abs. 3 Satz 1 des Grundgesetzes, zuvor Art. 142 der Weimarer Verfassung. Hauptsächliche Träger dieser gesetzlich garantierten Freiheiten sind Professoren und andere Hochschullehrer.

### Freiheit der Forschung
Die Freiheit der Forschung (vgl. § 4 Abs. 2 des Hochschulrahmengesetzes) besagt, dass ein Wissenschaftler frei darin ist, zu welchen Fragen er forscht, wie er methodisch vorgeht (sofern es nicht gegen Gesetze verstößt) und wie er die Forschungsergebnisse bewertet und verarbeitet. Dies kann Fragen der Verantwortung im Rahmen wissenschaftlicher Ethik aufwerfen, etwa in Bezug auf Forschungen an Tieren oder Menschen oder besonders gemeingefährlichen Stoffen.

### Freiheit der Lehre
Hochschullehrer können demnach Lehrveranstaltungen (Vorlesungen, Übungen, Seminare usw.) inhaltlich und methodisch frei gestalten und sind berechtigt, darin ihre wissenschaftliche und künstlerische Lehrmeinung frei zu äußern (vgl. § 4 Abs. 3 des Hochschulrahmengesetzes). Dabei können sie jedoch hinsichtlich der Art ihrer Durchführung (also etwa äußere Form, Zeitpunkt) durch die Studienordnung beschränkt sein. Es handelt sich soweit auch um einen Spezialfall der Meinungsfreiheit und ist besonders weitreichend.
Lehrer an Schulen können sich im Rahmen ihres Unterrichts nicht auf die (akademische) Freiheit der Lehre berufen, sondern müssen sich an einen Lehrplan halten.

### Freiheit des Studiums
Die Freiheit des Studiums (vgl. § 4 Abs. 4 des Hochschulrahmengesetzes) steht im Zusammenhang mit der Freiheit der Berufswahl aus Art. 12 Abs. 1 des Grundgesetzes. Sie besagt, dass die Studenten im Rahmen der Studien- und Prüfungsordnung frei wählen können, welche Lehrveranstaltungen sie besuchen, und im Regelfall auch, ob/wann sie ihre Prüfungen ablegen und welche Schwerpunkte (Vertiefungsfächer) sie in ihrem Studium setzen möchten. Aus diesem Freiraum ergeben sich für die Studierenden je nach Studienrichtung mehr oder weniger große Spielräume in der Gestaltung ihrer akademischen Ausbildung. Dabei kann jedoch die Studienordnung teils verbindliche Stundenpläne vorgeben, die insbesondere in den ersten Semestern die Vermittlung der Grundlagen eines Faches vorschreiben und damit garantieren sollen, dass sich alle Studenten des Studiengangs im weiteren Verlauf des Studiums auf eine solide Basis aus Fähigkeiten und Kenntnissen stützen können. Gelegentlich werden diese Beschränkungen als Verschulung des Hochschulstudiums kritisiert; dies betrifft insbesondere Bachelor- und Staatsexamensstudiengänge. Auch eine auf den Arbeitsmarkt ausgerichtete Ausbildung kann eine striktere Linienführung im Aufbau des Studiums erzwingen.
Im Rahmen der Freiheit des Studiums sind Studenten zudem angehalten, eigene wissenschaftliche Meinungen zu erarbeiten und zu vertreten; diese fallen jedoch an sich nicht unter die Freiheit der Lehre.

### Stellung der Hochschule
Aus Art. 5 Abs. 3 des Grundgesetzes ergibt sich zudem die besondere Stellung der Hochschulen und Universitäten als Körperschaften des öffentlichen Rechts, welche grundrechtlich sowohl berechtigt als auch verpflichtet sind. Diese Sonderstellung haben daneben lediglich die öffentlichen Rundfunkanstalten sowie die (als solche organisierten) Kirchen in Deutschland. So kann sich die Hochschule selbst auf die Hochschulfreiheit berufen, ist aber gegenüber Professoren und Studenten auch verpflichtet. Zu den akademischen Freiheiten der Hochschulen gehört insbesondere die Hochschulautonomie. Diese umfasst etwa die Freiheit in der Berufung von neuen Professoren oder die finanzielle Autonomie im Rahmen der zugeteilten Budgets bzw. der sonstigen Einnahmen („Drittmittel“).